# An-Numanijja
An-Numanijja (arab. النعمانية) – miasto w Iraku, w muhafazie Wasit. W 2009 roku liczyło 56 988 mieszkańców.